# 블라인드 디텍티브
《블라인드 디텍티브》(중국어: 盲探, 영어: Blind Detective)는 2013년 공개된 홍콩의 영화이다.
이 영화는 상하이 국제 영화제의 일부로 상영되었다.

## 줄거리
시력을 잃고 경찰에서 은퇴한 전직 형사 존스턴(좡스둔)은 경찰 포상금을 노리고 미제 사건들을 해결하며 생계를 유지한다. 어느 날, 옥상에서 염산을 뿌리는 범인을 쫓던 중 매력적인 강력반 형사 허자퉁을 만나게 된다. 허자퉁은 시각 장애에도 불구하고 존스턴의 뛰어난 수사 능력을 알아보고, 해결하지 못하고 있는 개인적인 사건에 그의 도움을 요청한다. 두 사람은 함께 사건을 해결해 나가면서 다른 미제 사건들에도 협력하게 된다.

## 출연
- 유덕화
- 정수문
- 곽도
- 가오위안위안
- 황문혜
- 임설
- 강호문
- 자의